# Kibuna
Kibuna is een plaats in de Estlandse gemeente Saue vald, provincie Harjumaa. De plaats heeft de status van dorp (Estisch: küla).
Tot in oktober 2017 hoorde Kibuna bij de gemeente Kernu. In die maand werd Kernu bij de gemeente Saue vald gevoegd.

## Bevolking
Het dorp had 156 inwoners op 31 december 2011 en 187 inwoners op 31 december 2021.

## Ligging
De rivier Vasalemma stroomt langs de noordgrens van het dorp en de beek Munalaskme oja, die uitkomt op de Vasalemma, langs de westgrens. Aan de overkant van de rivier en de beek ligt de gemeente Lääne-Harju. Kibuna heeft een station aan de spoorlijn Keila - Turba.